# Hellraiser – Das Schloss zur Hölle
Hellraiser – Das Schloss zur Hölle ist ein Horrorfilm von David Bruckner. Der Film ist eine Adaption der im Jahr 1986 erschienenen, von Clive Barker verfassten, Novelle Das Tor zur Hölle. Damit ist die Literaturverfilmung ein Remake des im Jahr 1987 erschienenen Bodyhorrorfilms Hellraiser – Das Tor zur Hölle von Clive Barker. Die Veröffentlichung erfolgte in den USA am 7. Oktober 2022 auf der Video-on-Demand-Plattform Hulu. In Deutschland wurde der Film am 15. April 2023 in das Programm von Paramount+ aufgenommen.

## Handlung
Roland Voight lädt den obdachlosen Joey Coscuna in seine Villa ein und bittet ihn, eine mechanische Puzzlebox zu öffnen. Eine Klinge springt aus der Box und schneidet Joey. Daraufhin öffnet sich ein Portal, aus dem Ketten fliegen und Joey in Stücke reißen.
Sechs Jahre später lebt Riley McKendry mit ihrem Bruder Matt, dessen Freund Colin und ihrer Mitbewohnerin Nora in der Villa zusammen. Sie war einst drogensüchtig, gilt aber als geheilt. Riley und ihr Freund Trevor finden die mystische Puzzlebox in einem verlassenen Lagerhaus. Da sie verspätet nach Hause kommt, hat Matt den Verdacht, sie hätte Drogen genommen und wäre rückfällig geworden. Riley geht in einen Park und löst wie damals Joey das Rätsel der Box. Im Gegensatz zu Joey wird sie nicht von den Klingen verletzt, allerdings tauchen sogenannte Zenobiten, an Zombies erinnernde Wesen auf, und fordern ein Menschenopfer. Sie wird bewusstlos und wird später von Matt im Park gefunden. Als er sie nach Hause bringt schneidet er sich an den Klingen an der Box und verschwindet in derselben Nacht.
Riley und Trevor glauben, dass die Schachtel für Matts Verschwinden verantwortlich ist. Sie kontaktieren Serena Menaker, die ehemalige Anwältin von Voight, die in einer Pflegeeinrichtung lebt. Menaker versucht, Riley die Schachtel abzunehmen, wird jedoch von der Klinge verletzt und später von den Zenobiten entführt. Als Riley Voights verlassenes Herrenhaus besucht, entdeckt sie in seinen Tagebüchern, dass für jede der sechs Konfigurationen der Schachtel ein Opfer mit der Klinge markiert werden muss, um geopfert zu werden. Nach Abschluss erhält der Besitzer ein „Geschenk“ von Leviathan, dem Wesen, das über die Hölle herrscht. Riley sieht eine Erscheinung von Matt und ist entsetzt, als sie feststellt, dass er gehäutet wurde.
Colin, Trevor und Nora kommen mit dem Auto an, um Riley nach Hause zu bringen. Während Riley versucht, Colin alles zu erklären, drückt Nora einen Schalter, der einen Geheimgang öffnet. Trevor schließt versehentlich die Tür und sperrt sie in dem Gang ein. Als er versucht, sie zu retten, ersticht der verstümmelte Voight, der sich in den Wänden versteckt, sie mit der Kiste. Die Gruppe flieht aus dem Herrenhaus, aber die Zenobiten entführen Nora. Der Anführer der Zenobiten, ein ehemaliger Priester, häutet Nora zu Tode. Riley wird im Rückspiegel Zeugin davon und verliert die Kontrolle über das Fahrzeug. Der Priester erscheint und bietet Riley an, gegen zwei Menschenopfer Matt auszutauschen. Als sie dieses Angebot ablehnt droht er ihr, sie selbst zu nehmen. Derweil verletzt der Zenobit Chatterer Trevor, kann aber rechtzeitig von Riley gestoppt werden, als sie ihn mit der Klinge der Box "markiert" und er dadurch von den Ketten in Stücken gerissen wird.
Das Trio zieht sich in die Villa zurück und erkennt, dass die Stahltüren den Zenobiten den Zutritt verwehren. Riley und Colin behandeln Trevors Wunden und beschließen, dass er sich ausruhen muss. Sie beschließen, den Zenobiten Asphyx als letztes Opfer einzufangen. Bevor sie dies tun, lässt sie allerdings die Box fallen. Nun erscheint Voight, hebt die Box auf und ersticht Colin. Er teilt den Verblieben mit, dass über ihm ein Fluch liegt und Trevor damit beauftragt wurde, Menschenopfer in die Villa zu locken. Nun erscheint Leviathan. Dies nutzt Riley aus und rettet Colin. Kurz darauf ersticht sie Trevor. Der Priester hilft Voight bei der Erfüllung seines Wunsches, wodurch er wieder regeniert. Kurz darauf wird Voight vom Leviathan getötet.
Die Zenobiten bieten Riley erneut an, Matt wiederzubeleben. Sie lehnt allerdings mit der Begründung ab, dass dieser Wunsch auch sie verfluchen würde und so akzeptiert sie seinen Tod. Riley und Colin verlassen das Anwesen. Voight wird zu einem Zenobiten.

## Entstehung

### Verworfenes Projekt
Erste Produktionspläne gab es 2006 als Clive Barker angekündigte, an einem Skript zu schreiben. 2007 wurden Julien Maury und Alexandre Bustillo als Regisseure ausgesucht. 2008 wurde die Produktion des als Clive Barker Presents: Hellraiser betitelten Filmprojekts auf 2009 verschoben, nachdem das Filmstudio Dimension Films nicht mit dem Skript zufrieden war. Dimension Films suchte stattdessen Marcus Dunstan und Patrick Melton als Drehbuchautoren aus, doch im Juni 2008 sagten beide aufgrund von Arbeiten an Halloween II ab. Im Oktober wurde Pascal Laugier als Regisseur benannt, jedoch trat er 2009 wegen Meinungsverschiedenheiten mit den Produzenten vom Projekt zurück. Nach Angaben von Laugier wollte Dimensions Films einen kommerziellen Horrorfilm produzieren, der ein jugendliches Publikum anspricht. Im Laufe des Jahres 2010 wurden Christian E. Christiansen, Cory Goodman und dem Autorenduo Josh Stolberg und Peter Goldfinger die Möglichkeit gegeben, ihre Idee vorzutragen. Im Oktober desselben Jahres wurde berichtet, dass Christiansen als Regisseur ausgewählt wurde und Amber Heard für die Hauptrolle infrage käme, doch im selben Monat hieß es, dass Patrick Lussier und Todd Farmer Regie führen und das Drehbuch schreiben würden. Aus Respekt vor dem Original wollten sie kein Remake filmen, sondern den Fokus auf die in der Novelle beschriebene Welt und die Funktion der Puzzlebox setzen. 2011 wurde bekannt, dass beide nicht mehr an dem Projekt beteiligt sind.
2013 kündigte Barker an, bei dem Remake seines eigenen Films Regie zu führen und für das Drehbuch verantwortlich zu sein. Doug Bradley sollte wie bereits im Original die Rolle des Pinhead übernehmen. 2017 erklärte Barker, dass das Skript „vor Jahren abgeschlossen“ und Dimensions Films übergeben wurde. Nach dem Erfolg der 2018 erschienenen Halloween-Fortsetzung bestätigte Miramax Films sein Interesse an einem Reboot des Hellraiser-Franchises. Patrick Lussier und Todd Farmer hatten Ideen ausgearbeitet; eine war ein Prequel mit William Fichtner als Pinhead, während bei einer anderen Idee Pinhead von einer Frau verkörpert wurde.

### Konkretwerdung des Projekts
2019 kündigte Gary Barber an, dass Spyglass Entertainment das Remake produziert und dass David S. Goyer als Drehbuchautor und Co-Produzent fungiert. 2020 wurden David Bruckner als Regisseur und Ben Collins und Luke Piotrowski als Drehbuchautoren ausgewählt. Goyer, Bruckner, Collins und Piotrowski hatten zu jener Zeit an der Produktion von The House at Night mitgewirkt. Im Juni 2021 wurde Odessa A’zion gecastet. Im August wurde bekannt, dass die Dragqueen und Visagistin Gottmik auf Bitten der Produzenten für die Rolle des Pinhead auditierte. Im September begannen die Dreharbeiten. Im Oktober waren die Dreharbeiten abgeschlossen. Der Film wurde von 20th Century Studios, Spyglass Entertainment und Phantom Four Films produziert.

## Kritiken
Laut Rotten Tomatoes werteten über 1000 Nutzer den Film (Stand Oktober 2022) zu 61 % positiv. Zur selben Zeit fanden 130 berufliche Filmkritiker den Film zu 66 % überzeugend. Die Genre-Publikation Neon Zombie merkt an, dass Regisseur David Bruckner die Filmreihe „aus dem Giftschrank holen, von der Nische, die selbst die wildesten Direct-to-DVD-Sequels verziehen hat, abkoppeln und für neue Generationen öffnen“ will. Dabei herausgekommen sei ein „zwar konventionelles, aber stets unterhaltsames Horror-Spektakel“.
Jochen Werner bewertet den Film bei Filmstarts mit 2 von 5 Sternen. Während das Original von 1987 wegen seiner düsteren Ästhetik und der radikalen Verbindung von Schmerz und Lust bis heute als Klassiker gelte, enttäusche das Reboot trotz hoher Erwartungen. Regisseur Bruckner beginne atmosphärisch stark, verliere sich aber in konventionellem Horror mit erklärenden Elementen, die der mythologischen Vorlage widersprechen. Insbesondere die Rationalisierung der Zenobiten und des Würfels durch eine Gebrauchsanweisung wird als problematisch bewertet. Zudem wird dem Film vorgeworfen, trotz vorhandener Themen wie Sucht und Selbstzerstörung viel Potenzial ungenutzt zu lassen. Mit 122 Minuten sei der Film zudem überlang und langatmig, auch wenn einzelne visuelle Momente gelingen. Insgesamt sei der Film zu konventionell, zu langatmig und zu auserklärt.

## Auszeichnungen
Fangoria Chainsaw Awards 2023
- Nominierung als Bester Streamingfilm
- Nominierung als Beste Nebendarstellerin (Jamie Clayton)
- Nominierung für das Beste Make-up (Josh Russell & Sierra Russell)[35]